# Канадский рабочий конгресс
Канадский рабочий конгресс (КРК) (англ. Canadian Labour Congress, фр. Le Congrès du travail du Canada) — национальный профсоюзный центр Канады. КРК входит в Международную конфедерацию профсоюзов.

## Структура и организация
Канадский рабочий конгресс включает себя около 100 национальных и международных профсоюзов. Под международными профсоюзами подразумеваются профсоюзы из США, которые имеют свои отделения в Канаде, как например Международное братство водителей грузовиков.
Руководящим органом конгресса является съезд, которые созывается не реже одного раза в 3 года. Между съездами функцию руководящего органа выполняет исполнительный совет, состоящий из 47 членов.

## История
Канадский рабочий конгресс был создан 23 апреля 1956 года, путем объединения Канадского конгресса труда и Профессионального и рабочего конгресса Канады. При создании профцентра, в его состав не вошли католические профсоюзы провинции Квебек.
В 1961 году, по инициативе КРК и Федерации кооперативного содружества была образована Новая демократическая партия.
На рубеже 1970—1980 годов, конгресс последовательно выступал за выход Канады из НАТО и НОРАД.